# Список похороненных на Новодевичьем кладбище (Т)
Новодевичье кладбище является одним из самых известных некрополей Москвы. Оно было образовано в 1898 году вдоль южной стены Новодевичьего монастыря, где имеется дворянский некрополь XIX века. В советское время это было второе по значимости кладбище после некрополя у Кремлёвской стены. Многие могилы Новодевичьего кладбища являются объектами культурного наследия. В данной статье представлен список значимых людей, похороненных на Новодевичье кладбище, фамилии которых начинаются на букву «Т».

## Список
- Табаков, Олег Павлович (1935—2018) — советский и российский актёр и режиссёр театра и кино, педагог, народный артист СССР (1988); 5 уч. 34 ряд.
- Тагер, Иосиф Львович (1900—1976) — врач-рентгенолог, член-корреспондент АМН СССР (1965), Герой Социалистического Труда (1975); 9 уч. 2 ряд
- Таиров, Александр Яковлевич (1885—1950) — театральный режиссёр, актёр, основатель и руководитель Камерного театра, народный артист РСФСР; 2 уч. 14 ряд.
- Талалихин, Виктор Васильевич (1918—1941) — лётчик, Герой Советского Союза; перезахоронен в 1959 году; 5 уч. 24 ряд у Центральной аллеи
- Талызин, Николай Владимирович (1929—1991) — председатель Госплана и Министр связи СССР; 10 уч. 6 ряд.
- Тамм, Игорь Евгеньевич (1895—1971) — физик-теоретик, основатель научной школы, академик АН СССР, лауреат Нобелевской премии по физике; автор памятника В. А. Сидур; 7 уч. пр.ст. 14 ряд.
- Танеев, Сергей Иванович (1856—1915) — композитор, пианист, педагог; перезахоронен из Донского монастыря; 3 уч. 40 ряд.
- Таран, Григорий Алексеевич (1912—1948) — лётчик транспортной авиации, Герой Советского Союза; 3 уч. 65 ряд рядом с монастырской стеной
- Тараненко, Иван Андреевич (1912—1995) — лётчик, генерал-лейтенант авиации, Герой Советского Союза (1943); колумбарий, в районе 9 уч. последнего ряда
- Тарасенков, Анатолий Кузьмич (1909—1956) — литературный критик, редактор, поэт, библиофил; колумбарий, секция 110.
- Тарасов, Александр Михайлович (1911—1975) — министр автомобильной промышленности СССР; 6 уч. 28 ряд.
- Тарасов, Александр Павлович (1904—1958) — генерал-полковник, 5 уч. 21 ряд.
- Тарасов, Михаил Петрович (1899—1970) — председатель Верховного Совета РСФСР (1947—1950), Председатель Президиума Верховного Совета РСФСР (1950—1959); 7 уч. пр.ст. 14 ряд.
- Тарасов, Николай Григорьевич (1915—1961) — танкист, полковник, Герой Советского Союза (1944); 8 уч. 6 ряд
- Тараховская, Елизавета Яковлевна (1891—1968) — поэт, переводчик, драматург; колумбарий, секция 100, вместе с братом В. Я. Парнахом.
- Тареев, Евгений Михайлович (1895—1986) — терапевт, один из основоположников отечественной нефрологии, ревматологии, гепатологии и терапии, академик АМН СССР; 6 уч. 24 ряд
- Тарле, Евгений Викторович (1874—1955) — историк, академик АН СССР; автор памятника И. Л. Слоним; 1 уч. 45 ряд рядом с башней монастырской стены.
- Тарханов, Михаил Михайлович (1877—1948) — актёр театра и кино, доктор искусствоведения, профессор ГИТИСа, народный артист СССР; младший брат актёра И. М. Москвина; 2 уч. 15 ряд.
- Тархов, Дмитрий Фёдорович(1890—1966) — русский певец, драматический тенор, поэт, переводчик; 4 уч. 59 ряд.
- Татлин, Владимир Евграфович (1885—1953) — живописец, график, дизайнер и художник театра; колумбарий, 106 секция, в районе 2 уч. последнего ряда.
- Твардовский, Александр Трифонович (1910—1971) — поэт, главный редактор журнала «Новый мир»; 7 уч. пр.ст. 20 предпоследний ряд.
- Телешов, Николай Дмитриевич (1867—1957) — писатель; 2 уч. 17 ряд.
- Теляков, Николай Матвеевич (1902—1950) — генерал-лейтенант танковых войск (1945), Герой Советского Союза (1944); 4 уч. 61 последний ряд
- Тер-Гаспарян, Геворк Андреевич (1903—1949) — генерал-лейтенант
- Теребилов, Владимир Иванович (1916—2004) — министр юстиции, Председатель Верховного Суда СССР; колумбарий, 149 секция, в районе 9 уч. последнего ряда.
- Терентьев, Александр Петрович (1891—1970) — химик-органик, член-корреспондент АН СССР (1953); 4 уч. 36 ряд
- Терентьев, Василий Григорьевич (1899—1957) — генерал-лейтенант 5-й участок, 1-й ряд, 2 место
- Терпигорев, Александр Митрофанович (1873—1959) — горный инженер, учёный, академик АН СССР; автор памятника А. Н. Костромитин; 5 уч. 30 ряд.
- Тимаков, Владимир Дмитриевич (1905—1977) — микробиолог, академик АН СССР (1968), Президент АМН СССР (1968—1977), Герой Социалистического Труда (1975); 9 уч. 2 ряд.
- Тиссэ, Эдуард Казимирович (1897—1961) — кинооператор, заслуженный деятель искусств РСФСР и Латвийской ССР; 8 уч. 14 ряд.
- Титов, Герман Степанович (1935—2000) — лётчик-космонавт СССР, генерал-полковник авиации, Герой Советского Союза; 11 уч. 4 ряд
- Тихомиров, Василий Дмитриевич (1887—1956) — артист балета, балетмейстер, педагог-хореограф; автор памятника Е. А. Янсон-Манизер; 1 уч. 23 ряд.
- Тихомиров, Михаил Николаевич (1893—1965) — историк, археограф, палеограф, академик АН СССР; 6 уч. 23 ряд у Центральной аллеи.
- Тихонов, Андрей Николаевич (1906—1993) — математик, геофизик, академик АН СССР; 10 уч. 7 ряд.

Надгробие актёра Вячеслава Тихонова

- Тихонов, Вячеслав Васильевич (1928—2009) — киноактёр, народный артист СССР, Герой Социалистического Труда; 10 уч. 10 ряд.
- Тихонов, Михаил Фёдорович (1900—1971) — генерал-лейтенант, Герой Советского Союза; 7 уч. пр.ст. 17 ряд
- Тихонов, Николай Александрович (1905—1997) — председатель Совета Министров СССР, член Политбюро ЦК КПСС, доктор технических наук; 4 уч. 48 ряд.
- Тихонов, Николай Семёнович (1896—1979) — поэт, Председатель Советского комитета защиты мира; 9 уч. 5 ряд.
- Тихонравов, Михаил Клавдиевич (1900—1974) — конструктор космической и ракетной техники, Заслуженный деятель науки и техники РСФСР, лауреат Ленинской премии, доктор технических наук, профессор; 7 уч. лев.ст. 8 ряд.
- Тодоровский, Петр Ефимович (1925—2013) — кинорежиссёр, кинооператор, сценарист,Народный артист РСФСР (!985); 10 уч. 8 ряд.
- Толкунов, Лев Николаевич (1919—1989) — главный редактор газеты «Известия», Председатель Правления АПН (1976—1983), Председатель Совета Союза Верховного Совета СССР (1984—1988), доктор исторических наук (1979); 10 уч. 5 ряд.
- Толмачёв, Александр Фёдорович (1913—1979) — морской лётчик, торпедоносец, полковник, Герой Советского Союза (1943); 8 уч. 6 ряд.
- Толстая, Людмила Ильинична (1906—1982) — советская сценаристка, последняя супруга, вдова писателя А. Н. Толстого; 2 уч. 30 ряд.
- Толстиков, Евгений Иванович (1913—1987) — полярник, доктор географических наук, Герой Советского Союза; 10 уч. 4 ряд
- Толстиков, Олег Викторович (1905—1971) — лётчик-штурмовик, генерал-полковник авиации (1958); автор памятника А. Е. Елецкий; 7 уч. пр.ст. 19 ряд
- Толстов, Сергей Павлович (1907—1976) — учёный, этнограф
- Толстой, Алексей Николаевич (1883—1945) — писатель, академик АН СССР; авторы памятника: скульптор Г. И. Мотовилов, архитектор Л. М. Поляков; 2 уч. 30 ряд.
- Толубко, Владимир Фёдорович (1914—1989) — командующий РВСН, Главный Маршал артиллерии; 11 уч. 1 ряд
- Томский, Николай Васильевич (1900—1984) — скульптор, Президент АХ СССР; 10 уч. 2 ряд.
- Толчанов, Иосиф Моисеевич (1891—1981) — актёр театра имени Вахтангова, киноактёр, народный артист СССР; 2 уч. 9 ряд.
- Топорков, Василий Осипович (1889—1970) — актёр театра и кино, профессор Школы-студии МХАТ, народный артист СССР; 7 уч. пр. ст. 9 ряд.
- Топчиев, Александр Васильевич (1907—1962) — химик-органик, академик АН СССР; 8 уч. 23 ряд.
- Топчиев, Алексей Васильевич (1912—1969) — председатель Госкомитета СССР тяжелого, энергетического и транспортного машиностроения (1963—1965), доктор технических наук (1962); 7 уч. пр.ст. 8 ряд.
- Трайнин, Арон Наумович (1883—1957) — правовед, юрист-криминалист, член-корреспондент АН СССР (1946); 5 уч. 2 ряд
- Трайнин, Илья Павлович (1887—1949) — юрист, директор Института права АН СССР (1941—1948), академик АН СССР (1939); 2 уч. 34 ряд.
- Трапезников, Сергей Павлович (1912—1984) — заведующий Отделом науки и учебных заведений ЦК КПСС (1965—1983), член-корреспондент АН СССР (1976); 10 уч. 2 ряд.
- Трахтенберг, Иосиф Адольфович (1883—1960) — экономист, академик АН СССР (1939); 8 уч. 6 ряд.
- Тренёв, Константин Андреевич (1876—1945) — писатель, драматург; 1 уч. 26 ряд.
- Тренёва, Наталья Константиновна (1904—1980) — переводчица; 1 уч. 2 ряд
- Третьяков, Андрей Фёдорович (1905—1966) — министр медицинской промышленности СССР (1946—1948), Министр здравоохранения СССР (1953—1954); 6 уч. 31 ряд.
- Третьяков, Павел Михайлович (1832—1898) — основатель Третьяковской галереи; перезахоронен с Даниловского кладбища в 1948 году; 1 уч. 14 ряд.
- Третьяков, Сергей Михайлович (1834—1892) — предприниматель, меценат, коллекционер, младший брат П. М. Третьякова; перезахоронен с Даниловского кладбища в 1948 году; 1 уч. 14 ряд.
- Трибуц, Владимир Филиппович (1900—1977) — Адмирал, доктор исторических наук; 7 уч. лев.ст. 12 ряд
- Триковский, Николай Семёнович (1864—1926) — российский и советский военачальник, генерал-лейтенант, трижды георгиевский кавалер.
- Трипольский, Александр Владимирович (1902—1949) — моряк-подводник, капитан I ранга (1941), Герой Советского Союза (1940); 4 уч. 2 ряд
- Трофименко, Сергей Георгиевич (1899—1953) — генерал-полковник (1944), Герой Советского Союза (1944); автор памятника Е. В. Вучетич; 4 уч. 24 ряд
- Трояновский, Александр Антонович (1882—1955) — полпред СССР в Японии и США; 1 уч. 47 ряд рядом с монастырской стеной.
- Трояновский, Олег Александрович (1919—2003) — дипломат, Посол в Японии и КНР, Постоянный представитель при ООН; 1 уч. 31 ряд.
- Туманский, Сергей Константинович (1901—1973) — конструктор авиационных двигателей, академик АН СССР, лауреат Ленинской и Государственной премий СССР; 7 уч. лев.ст. 6 ряд.
- Туманян, Гай Лазаревич (1901—1971) — советский военный деятель, генерал-лейтенант; 1 уч. 42 ряд.
- Туполев, Алексей Андреевич (1925—2001) — авиаконструктор, Генеральный конструктор КБ А. Н. Туполева, академик АН СССР, лауреат Ленинской и Государственной премий СССР; сын А. Н. Туполева; 1 уч. 27 ряд.
- Туполев, Андрей Николаевич (1888—1972) — авиаконструктор, академик АН СССР, генерал-полковник, лауреат Ленинской и пяти Государственных премий СССР); 8 уч. 46 последний ряд.
- Тур, Иван Петрович (1905—1965) — Первый секретарь Барановичского обкома КП(б) Белоруссии (1939—1941, 1944—1946), Первый секретарь Великолукского обкома КПСС (1955—1957); 6 уч. 24 ряд.
- Тур, Леонид Давидович (1905—1961) — писатель, драматург и киносценарист; 5 уч. 33 ряд.
- Тюленев, Иван Владимирович (1892—1978) — генерал армии, Герой Советского Союза, полный кавалер солдатского Георгиевского креста; 7 уч. лев.ст. 14 ряд
- Тюрин, Иван Владимирович (1892—1962) — почвовед, академик АН СССР (1953); 8 уч. 17 ряд.
- Тягуненко, Виктор Леонидович (1920—1975) — экономист, член-корреспондент АН СССР (1968); колумбарий, 134 секция